# Stefano Santarelli
Stefano Santarelli (Roma, 18 marzo 1961) è un fumettista e drammaturgo italiano.

## Biografia
Nel 1984 Si laurea in Filosofia presso l'Università di Roma La Sapienza. Tra il 1984 e il 1987 lavora come regista, presso il Teatro Centrale di Roma dove firma, tra gli altri, gli allestimenti de Il canto del cigno e Il tabacco fa male di Anton Čechov. Collabora agli spettacoli Gli Zanni e Noi, voi e 'nu poco 'e teatro con Rosalia Maggio, di cui è anche uno degli interpreti. Collabora alla scrittura di "Coatto unico", interpretato da Giorgio Tirabassi. 
Tra il 1988 e il 1991 collabora con la Acme, Universo e Blue Press, lavorando per le riviste Splatter, Mostri, Torpedo, Blue e Intrepidoo.
Nel 1992 comincia il suo lavoro in Bonelli per i personaggi di Martin Mystère e Dylan Dog.
Nel 1993 fonda la Scuola Romana dei Fumetti con Giancarlo Caracuzzo, Paolo Morales, Massimo Rotundo e Massimo Vincenti. 
Collabora con il Teatro dell'Opera di Roma per il volume L'Opera a Fumetti. 
Nel 1994 scrive, con Massimo Vincenti, i soggetti e le sceneggiature de I grandi miti greci. A fumettidi Luciano De Crescenzo, edita da Mondadori-De Agostini. 
Nel 1999 realizza il volume La Lotta per la Liberazione di Roma per il Museo Storico della Liberazione di via Tasso, che a distanza di dieci anni verrà ristampato dal Comune di Roma in occasione del Gran Premio della Liberazione. 
Nel 2007 è ideatore del fumetto Radio Karika per il Ministero dell'interno.
Nel 2012 vince il premio "Kineo/Diamanti Cartoons on the bay" per la miglior serie animata con "Ulisse. Il mio nome è Nessuno", prodotto dalla RAI, al Festival del Cinema di Venezia. 
È inoltre autore dei saggi Fare fumetti. Linguaggio e narrazione dall'idea alla storia disegnata e Raccontare a fumetti. Il linguaggio dei comics dall’idea al disegno, per la collana I manuali di Script della Dino Audino Editore.

## Opere
- Stefano Santarelli (testi); Paolo Morales (disegni), Prigionieri del cyberspazio, in Martin Mystère n. 139, Sergio Bonelli Editore, ottobre 1993.

- Stefano Santarelli (testi); Rodolfo Torti (disegni), Il segreto di Pulcinella, in Martin Mystère n. 140, Sergio Bonelli Editore, novembre 1993.

- Stefano Santarelli (testi); Rodolfo Torti (disegni), La smorfia napoletana, in Martin Mystère n. 141, Sergio Bonelli Editore, dicembre 1993.

- Stefano Santarelli (testi); Luigi Coppola (disegni), Casanova, in Martin Mystère n. 143, Sergio Bonelli Editore, febbraio 1994.

- Stefano Santarelli (testi); Rodolfo Torti (disegni), I vendicatori alati, in Martin Mystère n. 145, Sergio Bonelli Editore, aprile 1994.

- Stefano Santarelli (testi); Rodolfo Torti (disegni), Diavoli dell'inferno, in Martin Mystère n. 153, Sergio Bonelli Editore, dicembre 1994.

- Stefano Santarelli (testi); Rodolfo Torti (disegni), La foresta incantata, in Martin Mystère n. 166, Sergio Bonelli Editore, gennaio 1996.

- Stefano Santarelli Michelangelo La Neve & Bruno Bonetti (testi); Giovanni Romanini & Luisa Zancanella (disegni), Il lato oscuro della luna, in Martin Mystère n. 239, Sergio Bonelli Editore, febbraio 2002.

- Stefano Santarelli & Michelangelo La Neve (testi); Luisa Zancanella (disegni), Il ragazzo che sapeva tutto, in Martin Mystère n. 240, Sergio Bonelli Editore, marzo 2002.

- Stefano Santarelli & Michelangelo La Neve  (testi); Rodolfo Torti (disegni), Il frutto proibito, in Martin Mystère n. 258, Sergio Bonelli Editore, settembre 2003.

- Stefano Santarelli & Michelangelo La Neve (testi); Rodolfo Torti (disegni), La principessa dal cuore gelido, in Martin Mystère n. 259, Sergio Bonelli Editore, ottobre 2003.

- Stefano Santarelli & Michelangelo La Neve  (testi); Lucio Leoni & Roberto Cardinale (disegni), Gli uomini del blues, in Martin Mystère n. 261, Sergio Bonelli Editore, dicembre 2003.

- Stefano Santarelli & Michelangelo La Neve (testi); Lucio Leoni & Roberto Cardinale (disegni), Gli incappucciati, in Martin Mystère n. 262, Sergio Bonelli Editore, gennaio 2004.

- Stefano Santarelli & Michelangelo La Neve (testi); Alfredo Orlandi e Roberto Cardinale (disegni), La terra dei giganti, in Martin Mystère n. 267, Sergio Bonelli Editore, giugno 2004.

- Stefano Santarelli Michelangelo La Neve & Federico Memola  (testi); Giovanni Romanini & Luigi Coppola(disegni), La notte dei non-morti, in Martin Mystère n. 272, Sergio Bonelli Editore, novembre 2004.

- Stefano Santarelli & Michelangelo La Neve  (testi); Giovanni Romanini (disegni), Il club degli spadaccini, in Martin Mystère n. 273, Sergio Bonelli Editore, dicembre 2004.

- Stefano Santarelli, Michelangelo La Neve & Alfredo Castelli (testi); Giovanni Romanini, Alfredo Orlandi & Roberto Cardinale (disegni), La cella N°13, in Martin Mystère n. 274, Sergio Bonelli Editore, gennaio 2005.

- Stefano Santarelli & Michelangelo La Neve  (testi); Luisa Zancanella (disegni), Il Budda d'oro, in Martin Mystère n. 282, Sergio Bonelli Editore, dicembre 2005.

- Stefano Santarelli & Michelangelo La Neve  (testi); Luigi Coppola (disegni), Il pavone dell'Imperatore, in Martin Mystère n. 284, Sergio Bonelli Editore, aprile 2006.

## Teatro
- 1999 – Scrive, con Giorgio Tirabassi, Coatto Unico andato in scena al Teatro Belli di Roma, nello stesso anno.

- 2001 – Scrive, con Giorgio Tirabassi, Coatto Unico a Rebibbia adattamento televisivo dell'omonima opera teatrale, per la regia di Giancarlo Nicotra.

- 2005 – scrive, con Daniele Costantini, Giorgio Tirabassi e Mattia Torre, Infernetto interpretato da Giorgio Tirabassi e Ricky Memphis, andato in scena, quello stesso anno, al teatro Brancaccio di Roma.

- 2010 – Scrive, con Giorgio Tirabassi, Daniele Costantini e Loredana Scaramella lo spettacolo Coatto Unico senza intervallo <Persinsala> andato in scena fino al 2013 in vari teatri italiani[1].

## Cartoni animati
- 1999-2000 – Scrive alcuni episodi per la serie televisiva a cartoni animati Sandokan II - La tigre ruggisce ancora  prodotto da Rai Fiction e Mondo TV

- 2010 –È autore, con Massimo Vincenti, del serial a cartoni animati Ulisse. Il mio nome è Nessuno prodotto da The Animation Band per Rai Due.